# Prunoy
Prunoy ist eine Commune déléguée in der französischen Gemeinde Charny Orée de Puisaye mit 285 Einwohnern (Stand: 1. Januar 2022) im Département Yonne in der Region Bourgogne-Franche-Comté.
Von 1996 bis 2014 gehörte Prunoy zur Communauté de communes de la Région de Charny.
Prunoy wurde am 1. Januar 2016 mit 13 weiteren Gemeinden, namentlich Chambeugle, Charny, Chêne-Arnoult, Chevillon, Dicy, Fontenouilles, Grandchamp, Malicorne, Marchais-Beton, Perreux, Saint-Denis-sur-Ouanne, Saint-Martin-sur-Ouanne, Villefranche zur Commune nouvelle Charny Orée de Puisaye zusammengeschlossen. Die Gemeinde Prunoy gehörte zum Arrondissement Auxerre und zum Kanton Charny.

## Geographie
Prunoy liegt etwa 38 Kilometer westnordwestlich von Auxerre.

## Bevölkerungsentwicklung
| Jahr                      | 1962 | 1968 | 1975 | 1982 | 1990 | 1999 | 2006 | 2013 |
| Einwohner                 | 325  | 297  | 258  | 245  | 252  | 290  | 306  | 307  |
| Quelle: Cassini und INSEE |      |      |      |      |      |      |      |      |

## Sehenswürdigkeiten
- Schloss Prunoy